# 페트르진

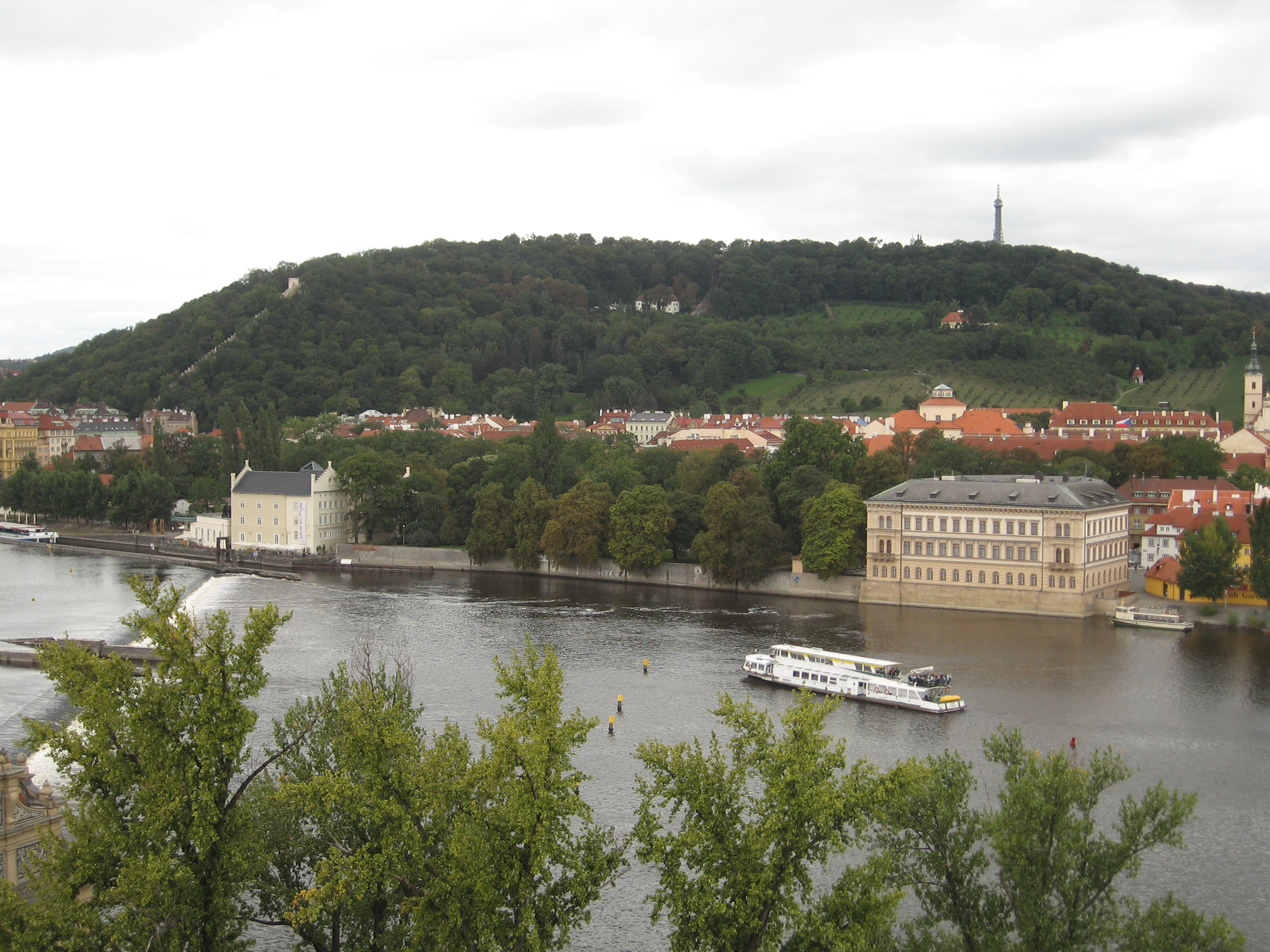
페트르진

페트르진(체코어: Petřín)은 체코 프라하 중심에 있는 언덕이다. 페트르진은 블타바강 왼쪽 제방 위로 130m 정도 올라와 있으며, 총 높이는 320m이다. 공원으로 거의 덮여 있으며, 페트르진은 프라하 시민들이 애용하는 레크리에이션 지역이다.

## 주변 명소
- 페트르진 타워
- 페트르진 케이블카
- 흘라도바 제드
- 거울 미로
- 성 라우렌시오 대성당
- 공산주의 희생자 기념비
- 스트라호프 수도원